# Agence fédérale pour la sécurité de la chaîne alimentaire
L’Agence fédérale pour la sécurité de la chaîne alimentaire (AFSCA)  (en néerlandais : Federaal Agentschap voor de Veiligheid van de Voedselketen - FAVV ; en allemand : Föderalagentur für die Sicherheit der Nahrungsmittelkette - FASNK) est l’agence belge chargée de surveiller la sécurité de la chaîne alimentaire et la qualité de l'alimentation.
L'Agence alimentaire est sous la tutelle du Ministre des Classes moyennes, des Indépendants, des PME, de l'Agriculture et de l’Intégration sociale.

## Histoire
Issue de la crise de la dioxine de 1999, l'AFSCA est fondée en 2000 et a pour mission de veiller à la sécurité de la chaîne alimentaire afin de protéger la santé des hommes, des animaux et des plantes. Couplés à ceux du secteur agroalimentaire, ses efforts tentent de garantir un maximum de sécurité aux consommateurs.
L’agence emploie quelque 1 300 agents dont plus de la moitié sur le terrain, qui réalisent annuellement plus de 120 000 missions de contrôles des entreprises travaillant dans la chaîne alimentaire (producteurs, transporteurs, transformateurs et vendeurs) et d’échantillonnages sur les matières premières, les denrées consommées tous les jours en Belgique ainsi que sur les matériaux en contact avec les aliments (ustensiles de cuisine par exemple). Elle dispose de son propre réseau de 5 laboratoires agréés et fait appel à une cinquantaine de laboratoires agréés pour effectuer des analyses. Elle est également chargée de la délivrance et du retrait des autorisations de travailler dans la chaîne alimentaire, des certificats d'exportation, de la prévention et de la gestion de crise, de l'aide aux pays tiers en matière de contrôles alimentaires ainsi que de la communication et la vulgarisation auprès des consommateurs. Elle est également un service public sous contrôle, régulièrement audité par l’Office alimentaire et vétérinaire de la Commission européenne et par des organismes externes, comme l'attestent les différents certificats (ISO...) disponibles sur son site internet.

## L'affaire Munnix
En avril 2015, la fromagerie Munnix voit sa production intégralement saisie à titre conservatoire sur demande de l'AFSCA à la suite d'une détection de Listeria monocytogenes. L'exploitation étant l'une des deux dernières - et la plus petite - à fabriquer du fromage de Herve au lait cru, un mouvement populaire s'engage pour défendre l'activité,,. De son côté, l'AFSCA défend sa décision, basée sur un durcissement des normes européennes en vigueur. En juin 2015, le producteur, après avoir hésité à engager un bras de fer avec l'agence, déclare devoir arrêter définitivement la production, la continuation de son activité lui semblant impossible à assurer désormais. En mars 2016, l'agence est critiquée pour avoir tenté de modifier son article sur Wikipédia, afin d'en faire disparaître la mention de cette affaire,,.

## L'affaire des œufs contaminés au fipronil
Fin juillet 2017, l'AFSCA fait l'actualité en raison du scandale des œufs contaminés au fipronil, un insecticide utilisé dans l'éradication du pou rouge mais interdit pour les animaux d'élevage. Le 20 juillet, l'AFSCA avertit l'Union européenne du problème via le système d'alerte rapide (Rapid Alert System for Food and Feed). La crise trouve son origine en province d'Anvers, mais a des répercussions dans d'autres pays, en particulier aux Pays-Bas et en Allemagne, mais également en France, au Royaume-Uni, en Suisse et en Suède. Le 4 août, la chaîne de supermarchés allemande ALDI annonce retirer tous ses œufs de la vente en Allemagne,.